# John Steeples
John Steeples (* 28. April 1959 in Doncaster; † 20. März 2019 ebenda) war ein englischer Fußballspieler.

## Karriere
Steeples hatte 1975 ein Probetraining bei den Doncaster Rovers, spielte in der Folge aber im Lokalfußball und war beruflich als Maler und Dekorateur tätig. Anfang 1980 überzeugte er Grimsby Towns Trainer George Kerr bei einem Probetraining und wurde daraufhin im Sommer 1980 von dem Zweitligisten verpflichtet. Steeples kam erstmals im November 1980 bei einer 1:2-Niederlage gegen West Ham United in einem Pflichtspiel zum Einsatz, im März 1981 hatte er an den Heimsiegen gegen Notts County und Swansea City entscheidenden Anteil.
Obwohl Steeples sowohl auf Links- als auch auf Rechtsaußen spielen konnte, blieben seine Einsatzzahlen auch in der folgenden Saison stark eingeschränkt, in Konkurrenz zu Tony Ford, Mike Brolly and Bobby Cumming kam er 1981/82 lediglich zu drei Saisoneinsätzen, darunter befand sich allerdings auch das Finale um den Football League Group Cup, das Grimsby mit 3:2 gegen den FC Wimbledon gewann. Anfang September 1982 wurde auf Empfehlung seines früheren Mannschaftskameraden Clive Wigginton vom Viertligisten Torquay United ausgeliehen, für den er im Laufe des Monats sechs Pflichtspiele bestritt. Im Dezember 1982 wechselte Steeples in die Alliance Premier League, die höchste Spielklasse im Non-League football, zum FC Scarborough und erzielte bis Saisonende in 31 Pflichtspielen sechs Treffer (24/4 in Ligaspielen) für den Klub. Darunter waren auch die beiden Finalpartien um die Bob Lord Trophy gegen den FC Runcorn, in denen man aufgrund der Auswärtstorregel unterlag.
Anschließend kehrte er ins Amateurlager zurück und spielte zuletzt im September 1985 kurzzeitig in drei Pokalspielen für Grantham Town. Nach dem Ende seiner Profilaufbahn war Steeples erneut als Maler und Dekorateur in Doncaster tätig und leitete seinen eigenen Handwerksbetrieb. Daneben war er im Lokalfußball der Northern Counties East League als Co-Trainer aktiv.